# Mario Russotto
Mario Russotto (Vittoria, 23 luglio 1957) è un vescovo cattolico italiano, dal 2 agosto 2003 vescovo di Caltanissetta.

## Biografia
È nato a Vittoria, in provincia e diocesi di Ragusa, il 23 luglio 1957.

### Formazione e ministero sacerdotale
Dopo aver frequentato il liceo classico statale, ha svolto gli studi per la preparazione al sacerdozio nel seminario diocesano di Ragusa.
Il 29 giugno 1981 è stato ordinato presbitero, nella basilica San Giovanni Battista a Vittoria, dal vescovo Angelo Rizzo.
Dal 1981 al 1984 è stato vicario cooperatore presso la chiesa madre di Comiso, oltre ad essere stato assistente diocesano di Azione Cattolica per il settore giovani, direttore dell'Ufficio diocesano di pastorale giovanile e direttore dell'Ufficio diocesano per le vocazioni.
Dal 1983 al 1986 ha studiato presso il Pontificio Istituto Biblico dove ha conseguito la Licenza in Sacra Scrittura (1986).
Nel 1985 è stato canonico mansionario del Capitolo della cattedrale di Ragusa, mentre nel 1987 è stato assistente diocesano della FUCI e delegato vescovile per la formazione delle religiose della diocesi.
Dal 1988 al 1990 è stato vicario episcopale per la vita consacrata, vice-rettore ed economo del seminario diocesano e membro del consiglio presbiterale diocesano ed assistente dei "ministri istituiti lettori". Dal 1990 al 1997 è stato assistente ecclesiastico centrale della FUCI.
Dal 1983 al 2017 è stato padre spirituale dell'Ordine del Santissimo Salvatore di Santa Brigida, tenendo numerosi corsi biblici e teologici nei Paesi scandinavi, nel nord Europa, Stati Uniti, Messico e Cuba.
Tra i suoi incarichi:
- docente di ebraico, greco e Sacra Scrittura all'Istituto Teologico e all'Istituto superiore di Scienze religiose di Ragusa;
- docente di Sacra Scrittura alla Pontificia Facoltà Teologica di Sicilia;
- direttore del Centro regionale "Madre del Buon Pastore" per la formazione permanente dei presbiteri e dei diaconi di Sicilia;
- direttore della Segreteria pastorale della Conferenza episcopale siciliana (C.E.Si.) e segretario aggiunto della stessa.

### Ministero episcopale

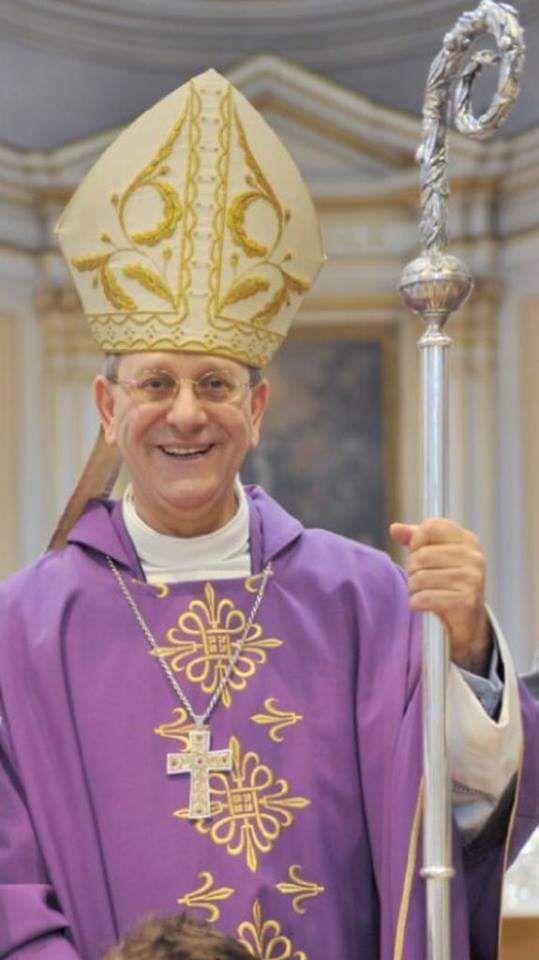
Mons. Russotto nel 2019

Il 2 agosto 2003 papa Giovanni Paolo II lo ha nominato vescovo di Caltanissetta e amministratore apostolico della collegiata di Calascibetta; è succeduto a Alfredo Maria Garsia, dimessosi per raggiunti limiti di età. Il 27 settembre successivo ha ricevuto l'ordinazione episcopale, nella cattedrale di Caltanissetta, dal cardinale Salvatore De Giorgi, arcivescovo metropolita di Palermo, co-consacranti il cardinale Salvatore Pappalardo, arcivescovo emerito di Palermo, e l'arcivescovo (poi cardinale) Paolo Romeo, nunzio apostolico in Italia. Durante la stessa celebrazione ha preso possesso della diocesi.
Dal 2004 al 2014 è stato membro della commissione episcopale della Conferenza Episcopale Italiana per la famiglia e i giovani e delegato episcopale della C.E.Si. per i giovani e la famiglia di Sicilia. Attualmente è delegato episcopale della C.E.Si. per la vita consacrata.
Durante il suo ministero episcopale ha svolto due visite pastorali alla diocesi (2005-2008; 2015-2016); il biennio biblico che si è concluso con la missione biblica diocesana (2010-2012) e la missione giovani (2018-2019) nelle scuole e nei comuni della diocesi.

## Stemma

### Blasonatura
Partito semitroncato, nel 1º di rosso al leone rampante d'oro tenente una lancia dello stesso con la punta d'argento; nel 2º d'azzurro alla stella (5), nel 3º d'argento al rotolo di pergamena aperto al naturale.
Scudo sannitico con ornamenti esteriori da vescovo.

### Interpretazione
Lo scudo è suddiviso in tre parti. In ordine di blasonatura:
- il leone rampante è simbolo della parola di Dio e dell'impellenza del suo annuncio (Amos 3,7-8[5][6]); invece i colori rosso e oro, sono quelli dello stemma di Caltanissetta e, insieme alla lancia, simbolo di san Michele, patrono della città, sono un omaggio alla città in cui ha iniziato il suo ministero episcopale;
- la stella d'oro su fondo azzurro, simbolo di Maria, Stella matutina, richiama la devozione del presule nei confronti della Madre di Dio di cui porta anche il nome (al maschile);
- il rotolo aperto della Torah, come pure il motto prescelto, riaffermano il tema della centralità della Parola e del suo annuncio.

### Motto
Il motto In verbis tuis meditabor significa Mediterò nelle tue parole.

## Genealogia episcopale e successione apostolica
La genealogia episcopale è:
- Cardinale Scipione Rebiba
- Cardinale Giulio Antonio Santori
- Cardinale Girolamo Bernerio, O.P.
- Arcivescovo Galeazzo Sanvitale
- Cardinale Ludovico Ludovisi
- Cardinale Luigi Caetani
- Cardinale Ulderico Carpegna
- Cardinale Paluzzo Paluzzi Altieri degli Albertoni
- Papa Benedetto XIII
- Papa Benedetto XIV
- Cardinale Enrico Enriquez
- Arcivescovo Manuel Quintano Bonifaz
- Cardinale Buenaventura Córdoba Espinosa de la Cerda
- Cardinale Giuseppe Maria Doria Pamphilj
- Papa Pio VIII
- Papa Pio IX
- Cardinale Gustav Adolf von Hohenlohe-Schillingsfürst
- Arcivescovo Salvatore Magnasco
- Cardinale Gaetano Alimonda
- Cardinale Agostino Richelmy
- Arcivescovo Angelo Bartolomasi
- Arcivescovo Ferdinando Bernardi
- Arcivescovo Francesco Minerva
- Cardinale Salvatore De Giorgi
- Vescovo Mario Russotto

La successione apostolica è:
- Arcivescovo Francesco Lomanto (2020)
- Vescovo Giuseppe La Placa (2021)
- Vescovo Salvatore Rumeo (2023)

## Opere
- Sui sentieri della gioia. Meditazioni bibliche, Roma, A.V.E., 1995, ISBN 88-8065-089-0.
- Max Thurian, Passione per l'unità e contemplazione del mistero, a cura di cura di Matthias F. Richter e Mario Russotto, presentazione di Joseph Ratzinger, Città del Vativano, Libreria editrice vaticana, 1997, ISBN 88-209-2452-8.
- Ut unum sint: la sfida dell'ecumenismo, curatela, Città del Vativano, Libreria editrice vaticana, 1997, ISBN 88-209-2441-2.
- La brezza di Dio. Meditazioni bibliche per educatori e catechisti, Torino, Editrice Elle Di Ci, 1998, ISBN 88-01-01043-5.
- Giosuè. Finalmente la terra!, Cinisello Balsamo, Edizioni San Paolo, ISBN 88-215-3795-1.
- I Giudici. Fedeltà nella prova, Cinisello Balsamo, Edizioni San Paolo, 1998, ISBN 88-215-3829-X.

## Onorificenze e riconoscimenti
- Melvin Jones Fellow conferitogli dal Lions Clubs di Caltanissetta nel dicembre 2015[8]
- Premio Leo Amici
- Premio internazionale Bonifacio VIII